# Авитек

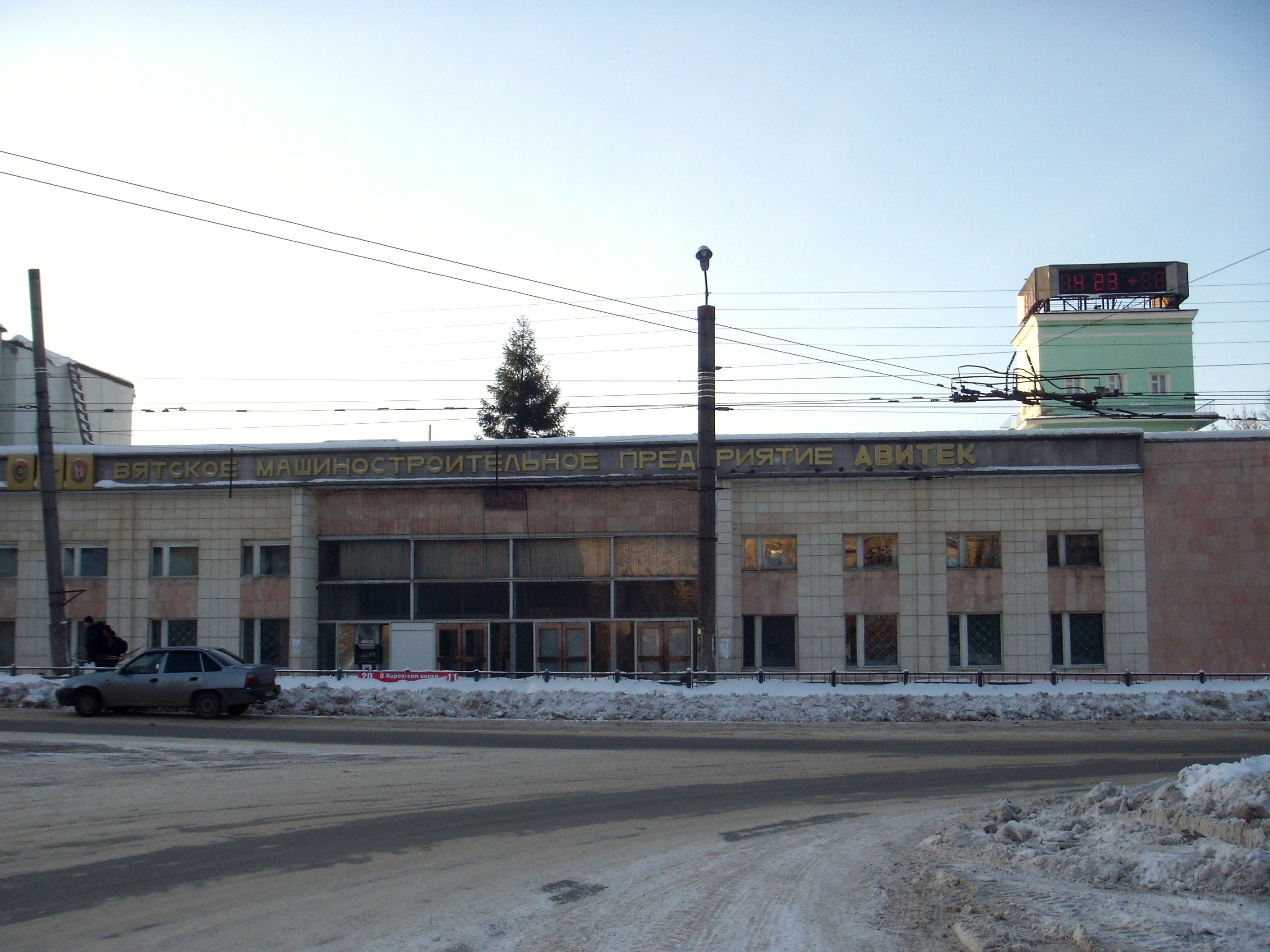
Центральная проходная завода

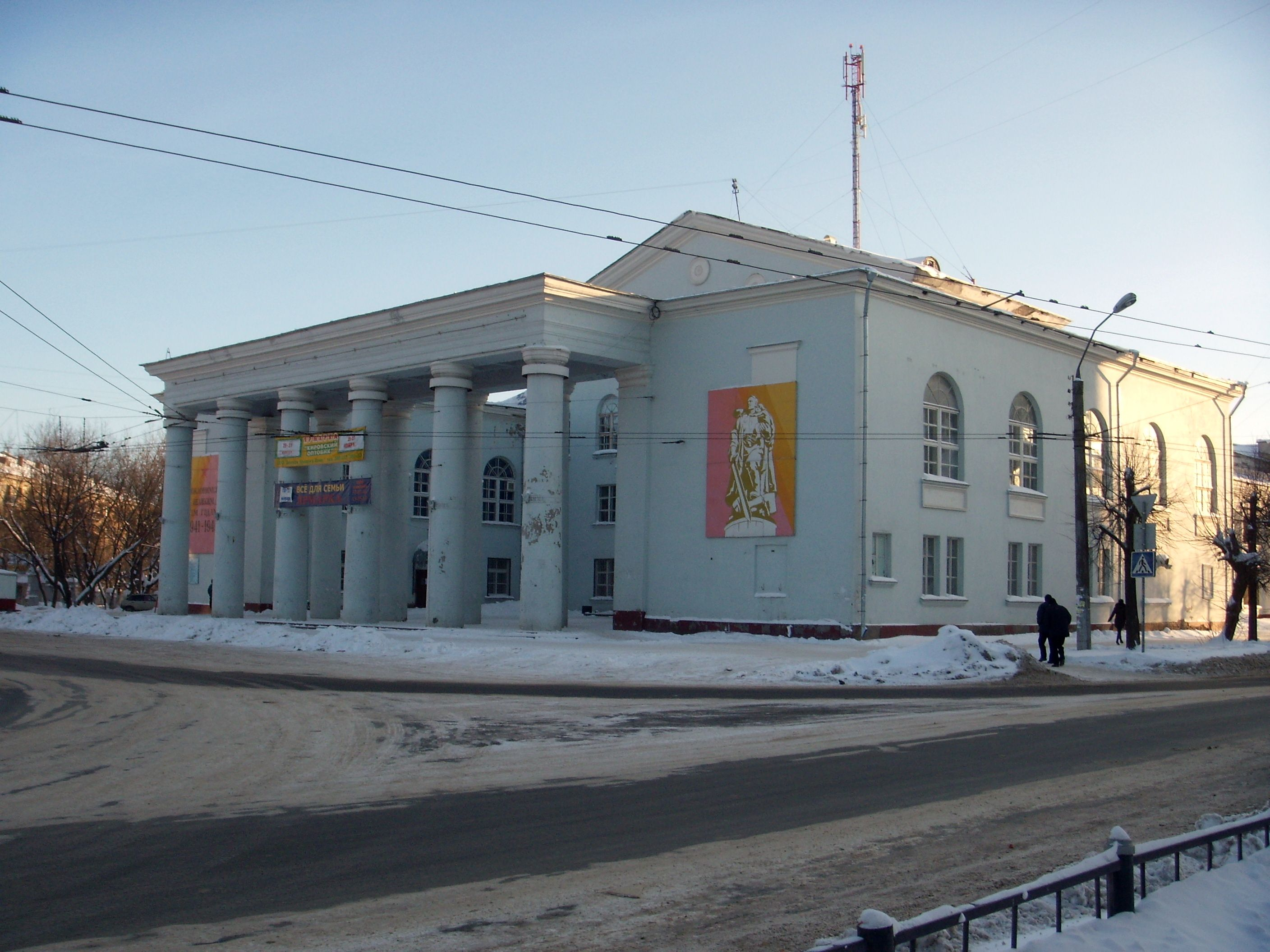
Дом культуры завода Авитек

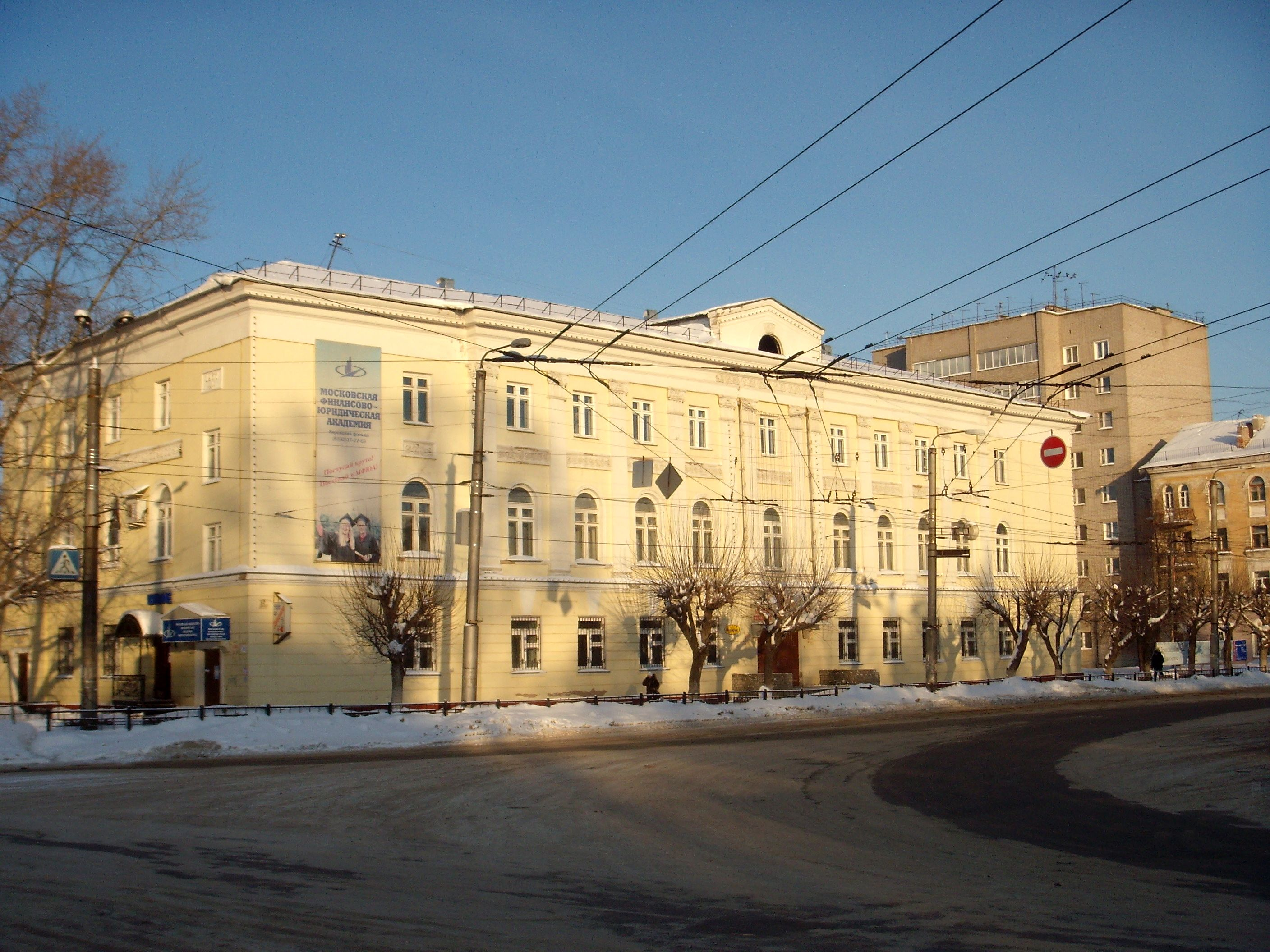
Заводская столовая

«Авитек» (АО «Вятское машиностроительное предприятие „АВИТЕК“», ВМП «АВИТЕК») — кировское предприятие по изготовлению авиакомплектующих, различной техники и товаров народного потребления.
Генеральный директор — Александр Иванов.

## История
В сентябре 1931 года из московского завода ГАЗ № 1 имени АВИАХИМ, выпускавшего первые советские самолёты, было выделено структурное подразделение специализированного производства авиационного стрелкового и бомбардировочного вооружения, преобразованное в завод № 32. Завод начал освоение новых видов вооружений. Пушечными установками, бомбовыми замками, балочными держателям, стреляющими механизмами, сбрасывателями бомб его производства была оснащена вся боевая авиация советского государства.
28 ноября 1940 года завод был награждён орденом Красной Звезды, «за достижения в создании и освоении новых образцов вооружения для воздушного флота Красной Армии».
С началом Великой Отечественной войны завод был эвакуирован в Киров, и разместился на месте строящегося дублёра — завода № 32-БИС по адресу Филейское шоссе, д 1 (ныне Октябрьский проспект, д 1а). Вместе с заводом были эвакуированы и его сотрудники, разместившиеся в бараках, землянках в районе перед слободой Филейка, ставшей впоследствии жилым микрорайоном «Авитека». Из-за недостатка жилья некоторые рабочие жили в цехах, многие умерли прямо в цехах от недоедания и холода. На заводе работали сотни подростков. В годы войны завод выпускал более сотни наименований стрелковых и бомбардировочных вооружений, шло освоение новых видов вооружений и техники. В честь директора завода Сутырина — была названа позднее прилегающая к заводу улица.
16 сентября 1945 года «за выполнение задач, поставленных Государственным комитетом обороны» коллектив завода был награждён орденом Трудового Красного Знамени.
После войны продолжился процесс совершенствования оружейного производства. Были освоены средства спасения пилотов — катапультируемые кресла. Налаживается и выпуск гражданской продукции — ДХ-2 компрессоров для холодильников.
Начиная с конца 1950-х завод приступил к изготовлению средств ПВО: специальных зенитно-ракетных комплексов класса «земля-воздух» для сухопутных систем «Печора», ЗРК «ОСА-АК» и корабельных систем «Волна», «Шторм», ЗРК «Оса-М». На заводе выпускаются все виды твердотопливных ракет ближнего и среднего радиуса действия.
В это же время заводу № 32 было присвоено новое название — «Кировский машиностроительный завод имени XX партсъезда КПСС».
В 1971 году «за организацию производства новой техники» завод был награждён орденом «Знак Почета». Завод в это время возглавлял директор Прудников Владимир Антонович. Предприятие становится ведущим по выпуску вооружения для боевой авиации, расширено и модернизировано производство товаров народного потребления — детских колясок и игрушек, электробытовых приборов, стиральных машин, различных хозяйственных товаров. При заводе создается УКС — управление капитального строительства, которое фактически и выстроило впоследствии микрорайоны Филейка и отчасти ОЦМ. Завод закупил собственную транспортную авиацию и создал авиакомпанию, существующую и поныне.
В 1979 году в связи с пуском Гирсовского завода пиротехнических средств предприятие переименовано в Кировское машиностроительное производственное объединение им. ХХ партсъезда.
В 1990 году завод переименован в «Вятское машиностроительное предприятие „АВИТЕК“» (от «Авиационные технологии и конструирование»). К 1996 году долг Министерства обороны перед предприятием достиг 4,3 миллиона долларов.
В 1999 году завод возглавил Владимир Сергеевич Смердов. По решению Российского авиационно-космического агентства предприятие преобразовано в Федеральное государственное унитарное предприятие ВМП «АВИТЕК».
В 2002 году завод вошёл в формирующийся объединённый концерн ПВО «Алмаз-Антей». Среднемесячная заработная плата сотрудников предприятия в 2008 году составила 13 149 рублей.
К 2014 году на базе завода планируется создать предприятие по выпуску ракетных комплексов С-400.
В октябре 2018 года на АО "ВМП «АВИТЕК» прошла модернизация.
30 декабря 2021 года «АВИТЕК» объединился с АО «Кировское машиностроительное предприятие» в АО «ВМП „АВИТЕК“», входящий в Концерн ВКО «Алмаз-Антей».
В 2025 году коллектив завода «Авитек» награждён орденом «За доблестный труд».

## Санкции
28 июня 2022 года, из-за вторжения России на Украину, предприятие было включено в санкционный список США. Позднее предприятие попало в санкционные списки стран Евросоюза, Канады, Швейцарии, Украины и Новой Зеландии. Также под санкции стран Евросоюза попал директор компании Александр Иванов так как он «оказывает материальную поддержку и получает выгоду от Правительства РФ, которое несёт ответственность за аннексию Крыма и дестабилизацию ситуации в Украине».

## Производство
Ранее на предприятии выпускались различные типы ЗУР, в том числе для: ЗРК «Печора», «Оса-АК», «Тор» и «Кинжал», корабельных ЗРК «Волна», «Шторм», ЗРК «Оса-М», ракеты-мишени РМ-5В27А «Пищаль» и имитаторы воздушных целей 9Ф841М «Саман-М».
В 2010-е годы завод выпускает ракетные зенитные модули 9М334 для комплексов ТОР, кресла-катапульты К-36 и К-З6Д-3,5, ракеты-мишени, грузоподъёмные механизмы для авиации, держатели балочные для вертолётов, оказываются услуги по обслуживанию и ремонту ранее поставленной военной техники.
Среди гражданской продукции, выпускаемой на заводе: кресла машиниста локомотива, дизельные двигатели, а также уже снятые с производства вибрационные плиты, стиральные машины «Мини-Вятка», запчасти для косилки КИР-1,5.